# Sinobacopa
Sinobacopa é um género botânico pertencente à família Scrophulariaceae.